# Arghul

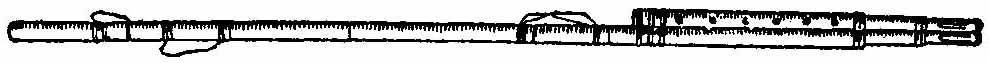
Ägyptische arghul, 19. Jahrhundert, Länge 98 cm, Aufsatzstücke am Bordunrohr durch Fäden verbunden

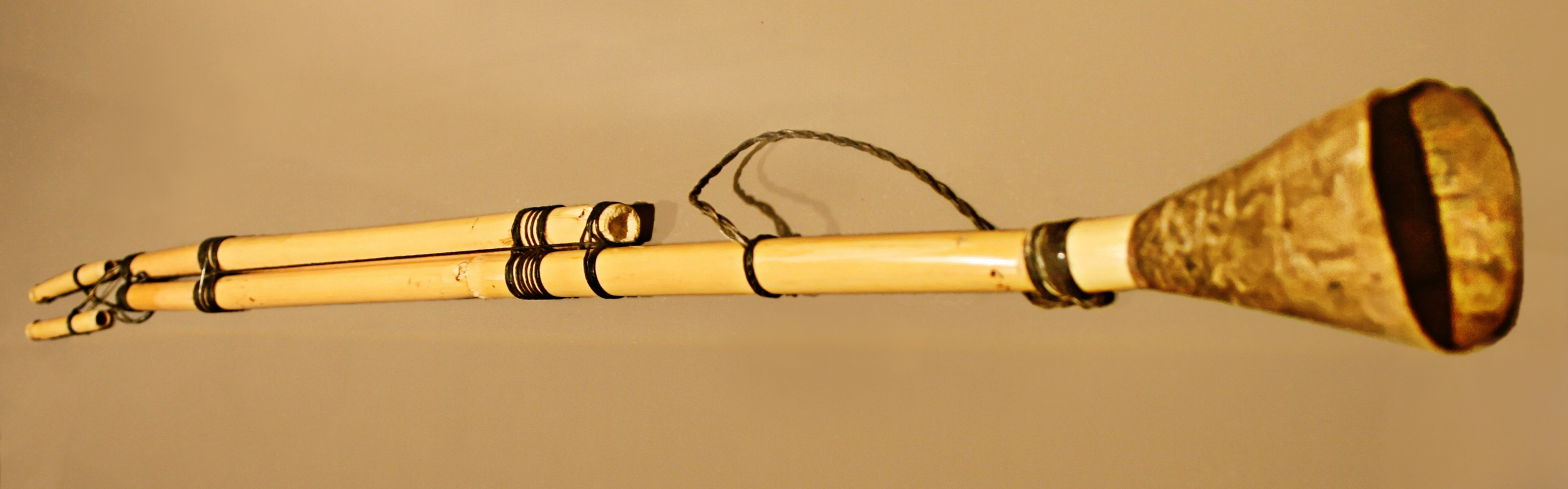
Arghul mit Schalltrichter auf dem Bordunrohr, ca. 1970–1975

Arghul (arabisch أرغول, DMG arġūl; IPA: [ʔarʁul]), auch urghul, ist ein traditionelles arabisches Blasinstrument. Seine Vorgeschichte reicht bis in die Zeit des ägyptischen Alten Reichs zurück. Es wird in der ägyptischen Folklore besonders zur Begleitung von Tänzen verwendet. In Palästina heißt es Yarghul / يرغول / yarġūl.

## Bauform
Die arghul ist ein Einfachrohrblattinstrument, genauer eine gedoppelte Rohrpfeife mit idioglotten Rohrblättern. Sie hat zwei parallele Schallrohre, die mit gewachsten Fäden verbunden werden. Das kürzere Melodierohr heißt badan („Körper“) und hat fünf bis sieben Grifflöcher. Je nach Art der Bohrung sind unterschiedliche Tonskalen möglich, der Tonumfang des Melodierohrs beträgt etwa eine Oktave. Es wird nicht überblasen. Das längere Bordunrohr heißt ʾarḍiyya („grundlegend“). Mit Hilfe von Aufsätzen lässt sich die Länge des Bordunrohrs verändern, wodurch verschiedene Borduntöne möglich sind. Die arghul wird mit Zirkularatmung gespielt.
Es gibt drei Größen des Instruments: die große (ʾarġūl al-kebir, Melodierohr etwa bis 45 Zentimeter; Bordunrohr bis 55 Zentimeter, mit Aufsätzen bis 1,4 Meter oder länger), mittlere (ʾarġūl as-suġayr, wörtlich „kleinerer arghul“, Melodierohr 30–35 Zentimeter; Bordunrohr 32–100 Zentimeter) und kleine arghul (ʾarġūl al-ʾasġar, wörtlich „kleinster arghul“, Bordunrohr maximal 40 Zentimeter).
Im Unterschied zur arghul hat die midschwiz zwei gleichartige Melodierohre, die im Gleichklang gespielt werden. In der Türkei kann die Bezeichnung arghul auch für çifte flüt verwendet werden. Verwandte iranische und kurdische Instrumente heißen dozaleh.

## Diskografie
- El Waaha. Western Desert Group. Bedouin music from the Bahariya Oasis. (Mit arghul, simsimiyya, Trommeln und Gesang) Collection de Musiques Populaires du Monde, CD von Colophon Records, 2003